# Zeti Akhtar Aziz
Ungku Zeti Akhtar binti Ungku Abdul Aziz, née le 27 août 1947 à Johor Bahru, est une économiste malaisienne, connue surtout pour avoir été la gouverneure de la banque centrale de Malaisie de 2000 à 2016. Elle est la première femme à ce poste ainsi que, à l'époque de sa démission, la personne l'ayant occupé le plus longtemps.

## Biographie
Le père de Zeti Akhtar Aziz est Ungku Abdul Aziz, un économiste malaisien de renom. Sa mère est la journaliste Azah Aziz (en)
Zeti Akhtar Aziz étudie l'économie à l'université de Malaya puis obtient un master et un doctorat de Wharton School en 1978. Elle veut immédiatement se lancer en politique et n'a jamais été intéressée par le monde académique.
De retour à Kuala Lumpur en 1979, son premier emploi est en tant que chercheuse en économie pour le SEACEN, une organisation régionale des banques centrales en Asie. Elle entre à la banque centrale de Malaisie en 1985.
Le 31 août 1998, elle est nommée gouverneure par intérim de la banque centrale de Malaisie après une dispute entre son prédécesseur, Ahmad Mohd Don, et le premier ministre Mahathir Mohamad. Elle travaille à la gestion de la crise économique asiatique au niveau de la Malaisie,,. Face à la crise, la Malaisie a refusé de faire appel à l'aide du Fonds monétaire international et elle fait le choix d'arrimer le ringgit au dollar américain. Le 1 mai 2000, elle est nommée gouverneure de la banque centrale de Malaisie, ce qui fait d'elle la première femme à la tête d'une banque centrale en Asie,. Elle estime que son genre n'a jamais été un obstacle à sa carrière, mais qu'il est très difficile de suivre une orientation non standard quand on est à la tête d'une économie émergente. À la même période, l'économie malaisienne passe par une forte phase de libéralisation.
En 2002, elle fait créer le premier Sukuk souverain, une obligation conforme à la loi islamique.
En 2006, elle préside un groupe de travail régional préparant une coopération des banques centrales d'Asie de l'Est. Elle fait partie des membres fondateurs du conseil asiatique de la Banque des règlements internationaux et travaille sur la finance islamique et son inclusion dans les finances mondiales.
En 2010, Zeti augmente les taux d'intérêt en Malaisie, et l'Inde et la Chine suivent son exemple.
Elle quitte son rôle de gouverneure de la banque centrale de Malaisie en avril 2016.
De juillet 2018 à avril 2021, elle est présidente de Perbadanan Nasional (en).
En 2023, elle témoigne contre Najib Razak dans le cadre du scandale de 1Malaysia Development Berhad. Elle dément les rumeurs impliquant sa personne et sa famille dans l'affaire.

## Prix et distinctions
- The Royal Award For Islamic Finance (en), 2010[7]